# Live!! +one
Live!! +one er en live ep fra det britiske heavy metal band Iron Maiden. Den blev oprindeligt kun udgivet i Japan i november 1980. Alle numre blev indspillet live på Marquee Club i London 4. juli 1980. Indspilningen af "Sanctuary" på denne ep kan ikke findes andre steder, mens resten af sporene kan findes som diverse B-sider.
I 1984 blev ep'en udgivet i Grækenland med en udvidet sporliste, men kun "I've Got the Fire" blev indspillet i Marquee Club. De andre spor blev taget fra Maiden Japan ep'en og "Prowler" blev taget fra bandets debutalbum Iron Maiden.

## Spor

### Japansk udgivelse

#### A-side
1. "Sanctuary (live)"
2. "Phantom of the Opera (live)"

#### B-side
1. "Drifter (live)"
2. "Women in Uniform"

### Græsk udgivelse

#### A-side
1. "Drifter (live)"
2. "Phantom of the Opera (live)"
3. "Women in Uniform"
4. "Innocent Exile (live)"

#### B-side
1. "Sanctuary (live)"
2. "Prowler"
3. "Running Free (live)"
4. "Remember Tomorrow (live)"
5. "I've Got the Fire (live)"

## Musikere
- Paul Di'Anno – vokal
- Dave Murray – guitar
- Dennis Stratton – guitar, baggrundsvokal på "Drifter"," "Phantom of the Opera", "Women in Uniform", "Sanctuary", "I've Got the Fire" og "Prowler"
- Adrian Smith – guitar, baggrundsvokal på "Innocent Exile", "Running Free" og "Remember Tomorrow"
- Steve Harris – Bas, baggrundsvokal
- Clive Burr – trommer